# In Our Space Hero Suits
In Our Space Hero Suits är musikgruppen Those Dancing Days första fullängdsalbum, utgivet 9 oktober 2008.

## Låtlista
1. "Knights in Mountain Fox Jackets" - 0:06
2. "Falling in Fall" – 3:28
3. "I Know Where You Live" – 3:09
4. "Run Run" – 3:19
5. "Hitten" – 3:33
6. "Actionman" – 3:32
7. "Shuffle" – 3:32
8. "Home Sweet Home" – 3:13
9. "Duet Under Waters" – 3:53
10. "Kids" – 3:19
11. "Those Dancing Days" – 3:42
12. "Space Hero Suits" - 5:32